# 瑙姆堡 (黑森州)
瑙姆堡（德語：Naumburg，發音：[ˈnaʊmbʊɐ̯k] ⓘ）是德国黑森州卡塞尔行政区卡塞尔县的城市，面积66.32平方千米，2023年12月31日人口为5,095人。